# Ajar, Mauritania
Ajar este o comună din departamentul Sélibabi, Regiunea Guidimakha, Mauritania, cu o populație de 11.331 locuitori.